# Крушево (община)
Кру́шево (макед. Општина Крушево) — община в Северной Македонии. Расположена на юго-западе центральной части страны. Население составляет 9684 человека (2002 год).
Административный центр — город Крушево.
Площадь территории общины 190,68 км².
Граничит с общинами Северной Македонии:
- на западе — с общиной Другово;
- на северо-западе — с общиной Пласница;
- на севере — с общиной Македонски-Брод;
- на северо-востоке — с общиной Долнени;
- на востоке — с общиной Кривогаштани;
- на юго-востоке — с общиной Могила;
- на юго-западе — с общиной Демир-Хисар.

В состав общины кроме города Крушево входят ещё 18 сёл: Алданци, Арилево, Белушино, Бирино, Борино, Бучин, Врбоец, Горно-Дивьяци, Долно-Дивьяци, Якреново, Милошево, Норово, Острилци, Пресил, Пуста-Река, Саждево, Свето-Митрани и Селце.
Этническая структура населения в общине по переписи 2002 года:
- македонцы — 6081 чел.;
- албанцы — 2064 чел.;
- арумыны — 1020 чел.;
- турки — 315 чел.;
- боснийцы — 137 чел.;
- сербы — 38 чел.;
- остальные — 29 чел.